# Justynówka (województwo mazowieckie)
Justynówka – wieś w Polsce położona w województwie mazowieckim, w powiecie grójeckim, w gminie Jasieniec.
Wieś wchodzi w skład sołectwa Alfonsowo.
W latach 1975–1998 miejscowość administracyjnie należała do województwa radomskiego.